# آزاد (گران‌بوی)
آزاد (ترکی آذربایجانی: Azad) یک منطقهٔ مسکونی در جمهوری آرتساخ است که در استان شاهومیان واقع شده‌است. آزاد ۴۹۴ نفر جمعیت دارد.